# لاين كاي
لاين كاي (بالإنجليزية: Iain Kay)‏ هو سياسي زيمبابوي، ولد في 1949 في زيمبابوي. حزبياً، نشط في حركة التغيير الديمقراطي - تسفانغيراي. وقد انتخب عضو مجلس نواب زيمبابوي.